# River Bend (Missouri)
River Bend és una població dels Estats Units a l'estat de Missouri. Segons el cens del 2000 tenia 10 habitants.

## Demografia
Segons el cens del 2000, River Bend tenia 10 habitants, 5 habitatges, i 4 famílies. La densitat de població era de 2,9 habitants per km².
Dels 5 habitatges en un 0% hi vivien nens de menys de 18 anys, en un 80% hi vivien parelles casades, en un 0% dones solteres, i en un 20% no eren unitats familiars. En el 20% dels habitatges hi vivien persones soles el 20% de les quals corresponia a persones de 65 anys o més que vivien soles. El nombre mitjà de persones vivint en cada habitatge era de 2 i el nombre mitjà de persones que vivien en cada família era de 2,25.
Per edats la població es repartia de la següent manera: un 0% tenia menys de 18 anys, un 10% entre 18 i 24, un 30% entre 25 i 44, un 40% de 45 a 60 i un 20% 65 anys o més.
L'edat mediana era de 45 anys. Per cada 100 dones de 18 o més anys hi havia 66,7 homes.
La renda mediana per habitatge era de 70.000 $ i la renda mediana per família de 70.000 $. Els homes tenien una renda mediana de 46.667 $ mentre que les dones 41.250 $. La renda per capita de la població era de 27.820 $. Cap de les famílies estaven per davall del llindar de pobresa.

## Poblacions més properes
El següent diagrama mostra les poblacions més properes.